# Rinus VeeKay
Rinus van Kalmthout (Hoofddorp, 11 settembre 2000) è un pilota automobilistico olandese, conosciuto professionalmente come Rinus VeeKay, ora impegnato nella IndyCar Series con il team Ed Carpenter Racing.

## Carriera

### Kart
Nel 2009, VeeKay inizia la sua carriera nel karting, il suo primo successo arriva un anno dopo nel campionato olandese di kart.
Tra il 2011 e il 2014 vince altri campionati nazionali, dal 2015 passa ai campionati europei, ottenendo ottimi risultati.

### Altre competizioni
Nel 2016 esordisce con il team MP Motorsport nella categoria V de V Challenge Monoplace. Nel 2018 partecipa e vince il campionato Pro Mazda. Nell'inverno 2019 partecipa al Campionato FIA di Formula 3 asiatica con il team britannico Hitech Grand Prix, VeeKay vince quattro gare e finisce primo in classifica davanti a Ye Yifei.
Nel 2019 gareggia anche nella Indy Lights, serie propedeutica della IndyCar, con il team Juncos Racing. Vince sei delle diciotto gare del campionato che lo portano al secondo posto in classifica. Nel 2021 partecipa alla 24 Ore di Daytona nella categoria LMP2 con il team DragonSpeed USA.

### IndyCar
Dopo il campionato di Indy Lights, viene ingaggiato per la stagione 2020 di IndyCar dal team Ed Carpenter Racing. Dopo diversi risultati tra i primi dieci, arriva terzo nell'Harvest GP. Conclude 14° e viene premiato come Rookie dell'anno.
VeeKay viene confermato dal team Ed Carpenter Racing. Nell'Indianapolis GP trova la sua prima vittoria davanti all'ex pilota di Formula 1, Romain Grosjean. Sul circuito di Detroit, VeeKay si qualifica dodicesimo ma in gara rimonta fino alla seconda posizione, dietro a Marcus Ericsson, conquistando il secondo podio della stagione. VeeKay è costretto a saltare la gara a Road America: mentre si allenava in bicicletta sullo sterrato è caduto infortunandosi alla clavicola; viene sostituito da Oliver Askew. Nella gara a Mid-Ohio rientra dall'infortunio, e finisce 16º. Nelle gare successive non riesce a ritornare in top 10 e chiude la stagione con 308 punti al 12º posto. 
Rimasto nel team anche per il 2022 ottiene un terzo posto al Barber Motorsports Park. Nel resto della stagione ottiene risultati altalenanti ma nell'agosto dello stesso anno il team Ed Carpenter Racing conferma VeeKay per la stagione 2023.
Dopo cinque anni, per la stagione 2025 il team decide di non rinnovare il contratto con il pilota olandese. Il pilota olandese riesce a trovare un sedile in IndyCar correndo per il team Dale Coyne Racing.

## Risultati

### Riassunto della carriera
| Stagione | Serie                            | Team                  | Gare | Vittorie | Pole | G.V | Podio | Punti | Posizione |
| -------- | -------------------------------- | --------------------- | ---- | -------- | ---- | --- | ----- | ----- | --------- |
| 2016     | V de V Challenge Monoplace       | MP Motorsport         | 6    | 0        | 1    | 1   | 4     | 0     | NC†       |
| 2016-17  | MRF Challenge Formula 2000       | MRF Racing            | 12   | 0        | 0    | 0   | 0     | 58    | 10°       |
| 2017     | U.S. F2000 National Championship | Pabst Racing Services | 14   | 3        | 1    | 3   | 12    | 344   | 2°        |
| 2017     | BOSS GP Series - Open Class      | Mansell Motorsport    | 6    | 2        | 1    | 1   | 5     | 116   | 2°        |
| 2017-18  | MRF Challenge Formula 2000       | MRF Racing            | 16   | 3        | 2    | 7   | 11    | 245   | 3°        |
| 2018     | Pro Mazda Championship           | Juncos Racing         | 16   | 7        | 6    | 3   | 10    | 412   | 1°        |
| 2018     | BOSS GP Series - Open Class      | Mansell Motorsport    | 2    | 0        | 0    | 0   | 1     | 22    | 5°        |
| 2019     | Indy Lights                      | Juncos Racing         | 18   | 6        | 7    | 6   | 14    | 465   | 2°        |
| 2019     | Formula 3 asiatica               | Dragon Hitech GP      | 9    | 4        | 2    | 4   | 8     | 184   | 1°        |
| 2020     | IndyCar Series                   | Ed Carpenter Racing   | 14   | 0        | 1    | 1   | 1     | 289   | 14°       |
| 2021     | IndyCar Series                   | Ed Carpenter Racing   | 15   | 1        | 0    | 1   | 2     | 308   | 12°       |
| 2021     | Campionato IMSA - LMP2           | DragonSpeed USA       | 1    | 1        | 0    | 0   | 0     | 0     | NC        |
| 2022     | IndyCar Series                   | Ed Carpenter Racing   | 17   | 0        | 1    | 0   | 1     | 331   | 12º       |
| 2022     | Campionato IMSA - LMP2           | Racing Team Nederland | 1    | 0        | 0    | 0   | 1     | 0     | NC        |
| 2023     | IndyCar Series                   | Ed Carpenter Racing   | 17   | 0        | 0    | 0   | 0     | 277   | 14º       |
| 2023     | Campionato IMSA - LMP2           | TDS Racing            | 1    | 0        | 0    | 0   | 0     | 0     | NC        |

† Pilota ospite, non idoneo ai punti.

* Stagione in corso.

### Risultati IndyCar
| Anno | Squadra             | Telaio       | Motore    | 1      | 2      | 3      | 4      | 5      | 6       | 7       | 8      | 9       | 10     | 11     | 12     | 13     | 14     | 15     | 16     | 17     | Punti | Pos. |
| ---- | ------------------- | ------------ | --------- | ------ | ------ | ------ | ------ | ------ | ------- | ------- | ------ | ------- | ------ | ------ | ------ | ------ | ------ | ------ | ------ | ------ | ----- | ---- |
| 2020 | Ed Carpenter Racing | Dallara DW12 | Chevrolet | TXS 22 | IMS 5  | ROA 13 | ROA 14 | IOW 20 | IOW 17  | INDY 20 | GTW 6  | GTW 4   | MDO 8  | MDO 11 | IMS 3  | IMS 17 | STP 15 |        |        |        | 289   | 14°  |
| 2021 | Ed Carpenter Racing | Dallara DW12 | Chevrolet | ALA 6  | STP 9  | TXS 20 | TXS 9  | IGP 1  | INDY 8  | DET 2   | DET 18 | ROA INF | MDO 16 | NSH 24 | IMS 24 | GTW 21 | POR 17 | LAG 18 | LBH 25 |        | 308   | 12°  |
| 2022 | Ed Carpenter Racing | Dallara DW12 | Chevrolet | STP 6  | TXS 10 | LBH 13 | ALA 3  | IMS 23 | INDY 33 | DET 16  | ROA 17 | MDO 4   | TOR 13 | IOW 4  | IOW 19 | IMS 6  | NSH 12 | MAD 26 | POR 20 | LAG 14 | 331   | 12°  |
| 2023 | Ed Carpenter Racing | Dallara DW12 | Chevrolet | STP 21 | TXS 11 | LBH 26 | ALA 16 | IMS 13 | INDY 10 | DET 18  | ROA 12 | MDO 15  | TOR 13 | IOW 17 | IOW 18 | NSH 14 | IMS 11 | MAD 11 | POR 6  | LAG 18 | 277   | 14°  |
| 2024 | Ed Carpenter Racing | Dallara DW12 | Chevrolet | STP 8  | LBH 14 | ALA 17 | IMS 26 | INDY 9 | DET 14  | ROA 24  | LAG 26 | MDO 19  | IOW 5  | IOW 9  | TOR 8  | GAT 10 | POR 11 | MIL 14 | MIL 7  | NSH 12 | 300   | 13°  |
| 2025 | Dale Coyne Racing   | Dallara DW12 | Honda     | STP 9  | THE 17 | LBH 19 | ALA 4  | IMS 9  | INDY    | DET     | GAT    | ROA     | MDO    | IOW    | IOW    | TOR    | LAG    | POR    | MIL    | NSH    | 100*  |      |

* Stagione in corso.